# Rezervația naturală Boholt
Rezervație naturală de tip mixt, categoria a IV-a, reprezentativă pentru protecția izvoarelor de apă minerală din zonă.
Rezervația, situată pe raza localității Boholt, comuna Șoimuș, se întinde pe o suprafață de 1 ha de-a lungul văii Teiului la circa 500 m amonte de confluența cu pârâul Boholtului și include sectorul de chei creat de pârâul Teiului (Valea Pietroasa)
Vulcanismul a dat naștere unei succesiuni largi de roci (piroclastite, marne, marnocalcare, gresii calcaroase și argile), care se prezintă sub formă de curgeri de lavă vulcanice.